# المستحمات ( كوربيه)
المستحمات هي لوحة زيتية للرسام الفرنسي غوستاف كوربيه. اللوحة ضمن مقتنيات متحف فابر.